# María José Granatto

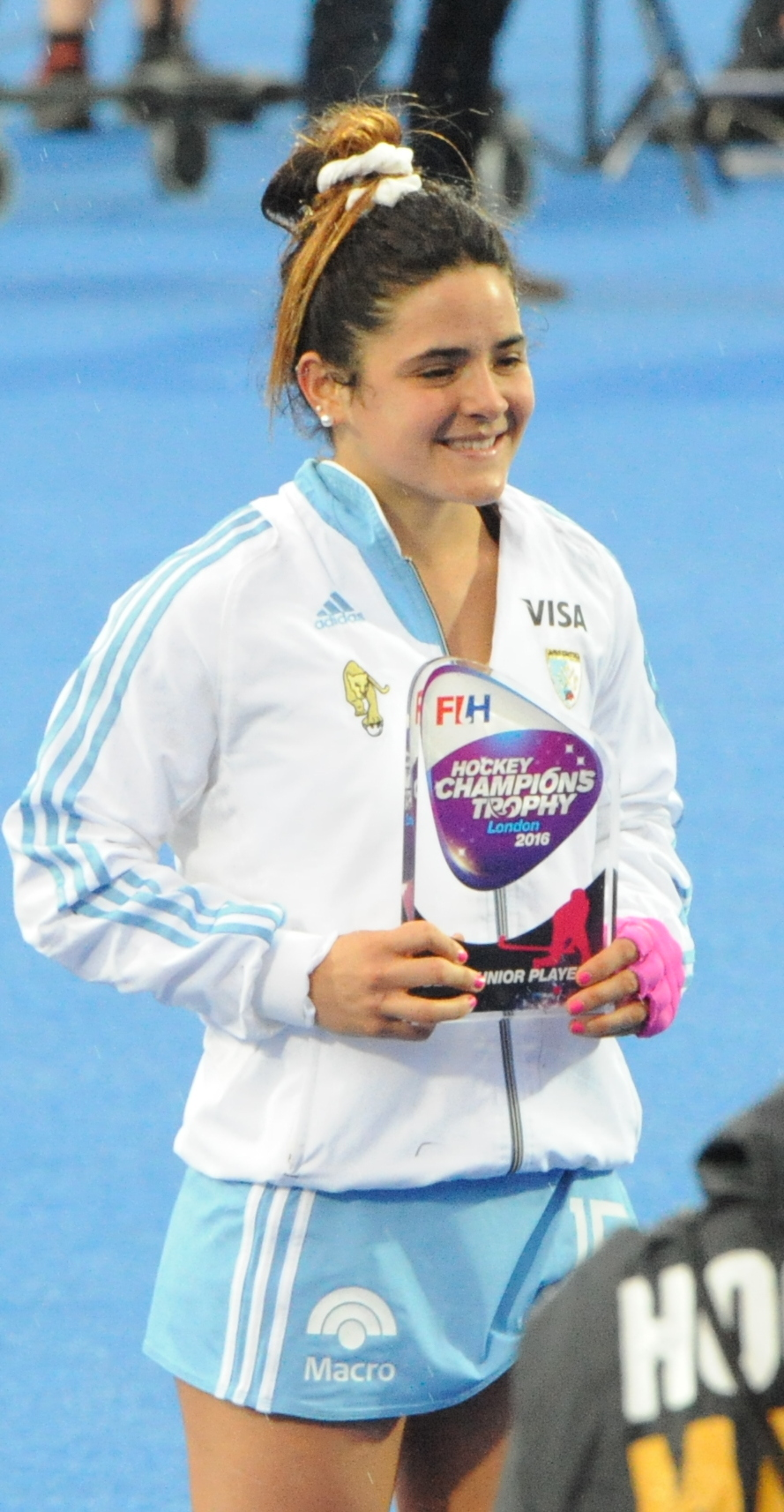
María José Granatto (2016)

María José „Majo“ Granatto (* 21. April 1995 in Buenos Aires) ist eine argentinische Hockeyspielerin. Sie gewann mit der argentinischen Nationalmannschaft je eine olympische Silber- und Bronzemedaille.

## Sportliche Karriere
Die 1,58 m große Stürmerin debütierte 2013 in der Nationalmannschaft und gewann auf Anhieb die Südamerikameisterschaft. Im gleichen Jahr gewann sie mit der argentinischen Juniorennationalmannschaft die Silbermedaille hinter den Niederländerinnen bei der Junioren-Weltmeisterschaft. Bei den Olympischen Spielen 2016 in Rio de Janeiro belegten die Argentinierinnen in der Vorrunde den vierten Platz und unterlagen im Viertelfinale den Niederländerinnen mit 2:3. In den Platzierungsspielen erreichten sie den siebten Platz. Drei Monate nach den Olympischen Spielen gewann Granatto den Titel bei der Juniorenweltmeisterschaft vor den Niederländerinnen.
London war Austragungsort der Weltmeisterschaft 2018. Die Argentinierinnen belegten in ihrer Vorrundengruppe den zweiten Platz. Im Viertelfinale unterlagen sie den Australierinnen im Shootout. Letztlich belegten die Argentinierinnen den siebten Platz. 2019 gewann die argentinische Mannschaft die Goldmedaille bei den Panamerikanischen Spielen in Lima. Bei den Olympischen Spielen in Tokio belegten die Argentinierinnen in ihrer Vorrundengruppe nur den dritten Platz. Mit einem 3:0-Sieg im Viertelfinale gegen die deutsche Mannschaft und einem 2:1-Halbfinalsieg über die Inderinnen erreichten die Argentinierinnen das Finale gegen die Mannschaft aus den Niederlanden. Die Argentinierinnen unterlagen mit 1:3 und erhielten die Silbermedaille. Das Olympiafinale war ihr 142. Länderspiel.
Im Jahr darauf erreichten die Argentinierinnen bei der Weltmeisterschaft in Terrassa mit einem Sieg im Shootout gegen die deutsche Mannschaft das Endspiel. Dort verloren sie mit 1:3 gegen die Niederländerinnen. María José Granatto wurde zur besten Spielerin des Turniers gewählt. 2023 trafen die Argentinierinnen im Finale der Panamerikanischen Spiele in Santiago auf das Team aus den Vereinigten Staaten und gewannen durch Tore von Agustina Gorzelany und Eugenia Trinchinetti mit 2:1. Bei den Olympischen Spielen 2024 in Paris verloren die Argentinierinnen im Halbfinale gegen die Niederländerinnen. Das Spiel um den dritten Platz gewannen sie im Shootout gegen die Belgierinnen. Granatto war in allen acht Spielen dabei.
Bei den Olympischen Spielen in Tokio gehörte auch ihre Schwester Victoria Granatto zur argentinischen Mannschaft. Beide Schwestern spielen auf Vereinsebene für Santa Barbara.